# Naturschutzgebiet Heimfelder Holz
Das Heimfelder Holz liegt zwischen Heimfelder Siedlungsgebiet, Meyers Park und der Bundesautobahn 7. Es wurde 2021 u. a. wegen seines Artenreichtums (u. a. 440 Käferarten, darunter 122 auf der Roten Liste, 37 Brutvogelarten und diverse Fledermäuse) unter Naturschutz gestellt.